# تسخینوالی
تسخینوالی ,

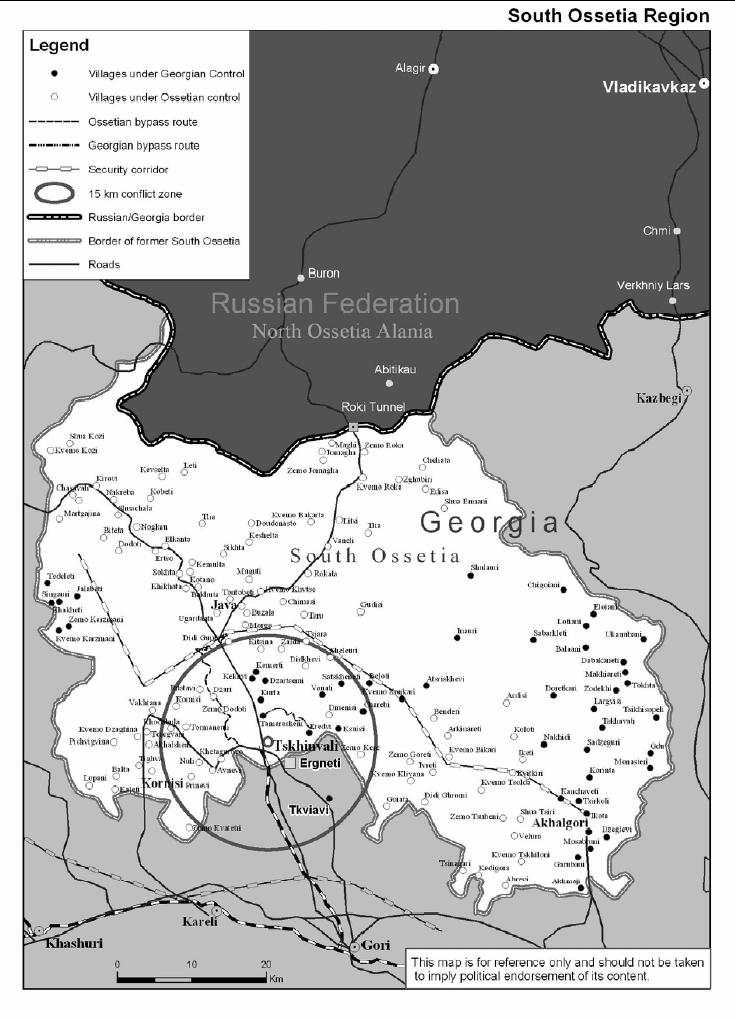
نقشه اوستیای جنوبی، که در دایره چخینوالی و ناحیه محاصره ۱۵ کیلومتری منطقه ستیزه گرجستان-اوستیا را نشان می‌دهد..

(به آسی: Цхинвал (چخینوال) یا Чъреба (چرِبا)) (به گرجی: ცხინვალი) پایتخت جمهوری اوستیای جنوبی است. (تلفظ حرف Ц در آغاز این نام «تس» است)

## نام
نام دیگر آسی شهر چربا است. امروزه آسی‌ها «ی» را از پایان نام شهر زدوده‌اند که در زبان گرجی حالت فاعلی می‌بخشد.
«تسخینوالی نامی از ریشهٔ گرجی است و معنای آن ممرزستان است. این شهر از سال ۱۹۳۴ تا ۱۹۶۱ استالینیری نامیده می‌شد که به نام ژوزف استالین اشاره دارد.

## تاریخ

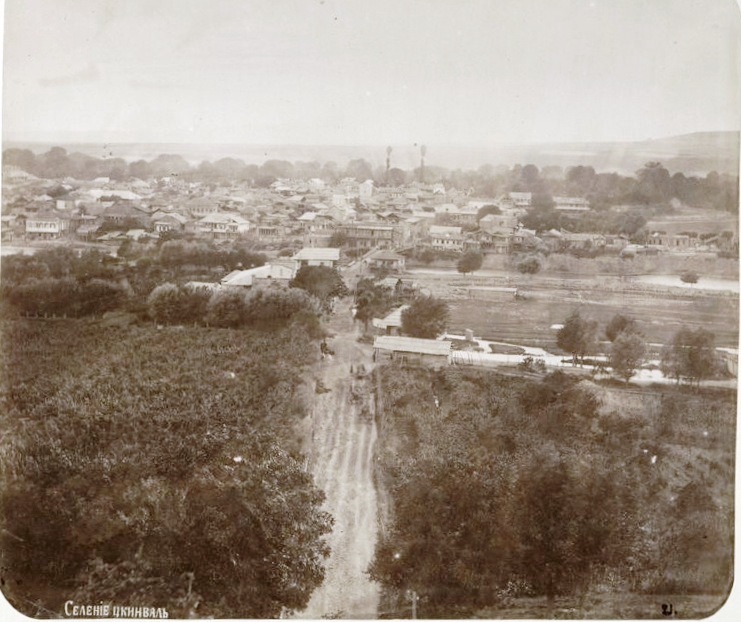
فرتور ۱۸۸۶.

تسخینوالی نخستین بار در عصر برنز مسکونی شد. در زمان ستیزه گرجستان-اوستیا یکی از صحنه‌های تنشهای قومی بین گرجیها و نیروهای اوستی بود.

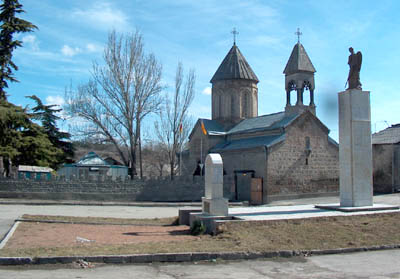
یادبود قربانیان ستیزه گرجستان-اوستیا

## ترابری
پیش از سال ۱۹۹۱ میلادی یک سامانه راه‌آهن در ایستگاه راه‌آهن تسخینوالی وجود داشت که شهر را به گوری پیوند می‌داد.

## آب و هوا
تسخینوالی در بلندای ۸۶۰ متر (۲۸۲۰ پا) بالاتر از سطح دریا، دارای آب و هوای قاره‌ای مرطوب است (Dfb). میانگین بارش سالانه آن ۸۰۵ میلی‌متر (۳۱.۷ اینچ) است.  هوای این شهر تابستان‌ها معتدل و زمستان‌ها سرد و همراه با بارش برف است.
| داده‌های اقلیم تسخینوالی | داده‌های اقلیم تسخینوالی | داده‌های اقلیم تسخینوالی | داده‌های اقلیم تسخینوالی | داده‌های اقلیم تسخینوالی | داده‌های اقلیم تسخینوالی | داده‌های اقلیم تسخینوالی | داده‌های اقلیم تسخینوالی | داده‌های اقلیم تسخینوالی | داده‌های اقلیم تسخینوالی | داده‌های اقلیم تسخینوالی | داده‌های اقلیم تسخینوالی | داده‌های اقلیم تسخینوالی | داده‌های اقلیم تسخینوالی |
| ماه                     | ژانویه                  | فوریه                   | مارس                    | آوریل                   | مه                      | ژوئن                    | ژوئیه                   | اوت                     | سپتامبر                 | اکتبر                   | نوامبر                  | دسامبر                  | سال                     |
| ----------------------- | ----------------------- | ----------------------- | ----------------------- | ----------------------- | ----------------------- | ----------------------- | ----------------------- | ----------------------- | ----------------------- | ----------------------- | ----------------------- | ----------------------- | ----------------------- |
| میانگین بیش‌ترین °C (°F) | ۱٫۹ (۳۵)                | ۳٫۳ (۳۸)                | ۷٫۸ (۴۶)                | ۱۴٫۲ (۵۸)               | ۱۹٫۵ (۶۷)               | ۲۲٫۸ (۷۳)               | ۲۵٫۲ (۷۷)               | ۲۵٫۴ (۷۸)               | ۲۱٫۲ (۷۰)               | ۱۵٫۸ (۶۰)               | ۸٫۷ (۴۸)                | ۴٫۰ (۳۹)                | ۱۴٫۱۵ (۵۷٫۴)            |
| میانگین روزانه °C (°F)  | −۲٫۶ (۲۷)               | −۱٫۴ (۲۹)               | ۲٫۸ (۳۷)                | ۸٫۱ (۴۷)                | ۱۳٫۳ (۵۶)               | ۱۶٫۶ (۶۲)               | ۱۹٫۱ (۶۶)               | ۱۹٫۲ (۶۷)               | ۱۴٫۹ (۵۹)               | ۹٫۹ (۵۰)                | ۴٫۱ (۳۹)                | −۰٫۴ (۳۱)               | ۸٫۶۳ (۴۷٫۵)             |
| میانگین کم‌ترین °C (°F)  | −۷٫۱ (۱۹)               | −۶٫۰ (۲۱)               | −۲٫۲ (۲۸)               | ۲٫۰ (۳۶)                | ۷٫۲ (۴۵)                | ۱۰٫۴ (۵۱)               | ۱۳٫۱ (۵۶)               | ۱۳٫۰ (۵۵)               | ۸٫۶ (۴۷)                | ۴٫۱ (۳۹)                | ۰٫۵ (۳۳)                | −۴٫۷ (۲۴)               | ۳٫۲۴ (۳۷٫۸)             |
| بارندگی میلی‌متر (اینچ)  | ۴۶ (۱٫۸۱)               | ۴۶ (۱٫۸۱)               | ۵۲ (۲٫۰۵)               | ۷۴ (۲٫۹۱)               | ۹۷ (۳٫۸۲)               | ۹۷ (۳٫۸۲)               | ۷۵ (۲٫۹۵)               | ۶۶ (۲٫۶)                | ۶۰ (۲٫۳۶)               | ۶۸ (۲٫۶۸)               | ۶۵ (۲٫۵۶)               | ۵۹ (۲٫۳۲)               | ۸۰۵ (۳۱٫۶۹)             |
| منبع: Climate-data.org  |                         |                         |                         |                         |                         |                         |                         |                         |                         |                         |                         |                         |                         |

## شهرهای خواهرخوانده
تسخینوالی با شهرهای زیر خواهرخوانده است:
- آرخانگلسک, روسیه[۲][۳][۴]
- ولادی‌وستوک، روسیه[۵]

### تارنماها
- Site of Tskhinvali: information, news, video, photos, etc. – www.chinval.ru

### تصاویر
- Casualties in South Ossetia from Human Rights Watch
- Tskhinvali after the war from RIA Novosti
- 13 Aug 2008: Pictures of destroyed Tskhinvali after shelling of the city by Georgian troops on 8 Aug 2008 from Osinform
- "Kvartals old Tskhinval (photo)"(«Кварталы старого Цхинвала (фото)») – OSinform.ru

- Tskhinvali